# Futsal-CONCACAF-Meisterschaft
Seit 1996 wird von der CONCACAF die offizielle Futsal-CONCACAF-Meisterschaft für Nationalmannschaften (engl.: CONCACAF Futsal Championship) ausgetragen. Die erste Endrunde wurde im Guatemala-Stadt ausgetragen. Das Turnier findet alle vier Jahre statt und dient auch als Qualifikation für die Futsal-Weltmeisterschaft.

## Modus
Aktuell gilt folgender Modus: Gespielt wird in zwei Gruppen zu je vier Mannschaften in einfacher Runde Jeder gegen Jeden. Die jeweils Gruppenersten und -zweiten spielen über Kreuz das Halbfinale aus. Die beiden Verlierer spielen um den dritten Platz, die Gewinner um den Turniersieg. Die vier Halbfinalisten qualifizieren sich für die Futsal-Weltmeisterschaft.

## Die Turniere im Überblick
| Jahr         | Austragungsort              | Finale           | Finale               | Finale    | Spiel um Platz drei | Spiel um Platz drei | Spiel um Platz drei |
| Jahr         | Austragungsort              | CONCACAF-Meister | Ergebnis             | 2. Platz  | 3. Platz            | Ergebnis            | 4. Platz            |
| ------------ | --------------------------- | ---------------- | -------------------- | --------- | ------------------- | ------------------- | ------------------- |
| 1996 Details | Guatemala-Stadt (Guatemala) | USA              | 7:3                  | Kuba      | Mexiko              | 3:1                 | Guatemala           |
| 2000 Details | San José (Costa Rica)       | Costa Rica       | 2:0                  | Kuba      | USA                 | 5:1                 | Mexiko              |
| 2004 Details | Heredia (Costa Rica)        | USA              | 2:0                  | Kuba      | Costa Rica          | 12:5                | Mexiko              |
| 2008 Details | Guatemala-Stadt (Guatemala) | Guatemala        | 3:3 n. V. 5:3 i.6mS. | Kuba      | USA                 | 7:1                 | Panama              |
| 2012 Details | Guatemala-Stadt (Guatemala) | Costa Rica       | 3:2                  | Guatemala | Panama              | 6:4 n. V.           | Mexiko              |
| 2016 Details | San José (Costa Rica)       | Costa Rica       | 4:0                  | Panama    | Guatemala           | 3:2                 | Kuba                |
| 2021 Details | Guatemala-Stadt (Guatemala) | Costa Rica       | 3:2                  | USA       | Guatemala           | 3:2 n. V.           | Panama              |
| 2024 Details | Managua (Nicaragua)         | Panama           | 4:3                  | Kuba      | Guatemala           | 3:0                 | Costa Rica          |

### Rangliste
| Rang | Land       | Titel | Jahre                  | 2. Platz | 3. Platz | 4. Platz |
| ---- | ---------- | ----- | ---------------------- | -------- | -------- | -------- |
| 1    | Costa Rica | 4     | 2000, 2012, 2016, 2021 | /        | 1        | 1        |
| 2    | USA        | 2     | 1996, 2004             | 1        | 2        | /        |
| 3    | Guatemala  | 1     | 2008                   | 1        | 3        | 1        |
| 4    | Panama     | 1     | 2024                   | 1        | 1        | 1        |
| 5    | Kuba       |       |                        | 5        | /        | 1        |
| 6    | Mexiko     |       |                        | /        | 1        | 3        |